# Ara cel Frumos

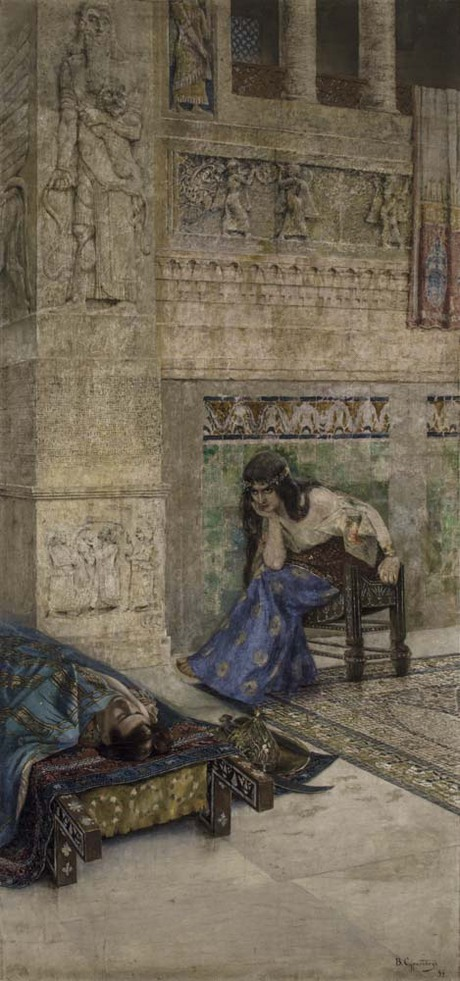
Shamiram privește cadavrul lui Ara cel Frumos (pictură de Vardges Surenianț, 1899).

Ara cel Frumos (sau cel Minunat; în armeană Արա Գեղեցիկ, Ara Gełec‘ik) este un erou și rege armean legendar. El este fiul regelui legendar Aram și un descendent al patriarhului armean Hayk. Erudiții cred că Ara, Aram și Hayk au fost inițial zeități care au fost reinterpretate ulterior ca eroi umani legendari. Ara reprezenta un zeu agricol care moare și învie și se crede că a întruchipat fertilitatea în triada indo-europeană a suveranității, războiului și fertilității, alături de Hayk și Aram. Ara este subiectul unei legende populare în care regina asiriană Semiramida (în armeană Shamiram), dorindu-l pe frumosul rege armean, poartă război împotriva Armeniei pentru a-l captura și a-l aduce înapoi la ea, viu. Ara este ucis în război, iar Semiramida încearcă să-l readucă la viață.

## Nume
Etimologia numelui Ara (scris și Արայ, Aray) este incertă, dar este fonologic similar cu descendenții armeni ai proto-indo-europeanului *h₂nḗr, cum ar fi ayr 'bărbat'; unele dintre derivatele acestei rădăcini încep cu ar-, cum ar fi ari 'curajos'. Eroul din basmul popular Ari Armaneli este considerat a fi o versiune a lui Ara cel Frumos. Numele a fost comparat cu cel al lui Ares, zeul grec al războiului; Ara, o figură din Avesta; și cu Er, un personaj dintr-o poveste relatată în Republica lui Platon, care se întoarce din morți (vezi mai jos). În tradiția armeană, numele lui Ara este legat de numele Muntelui Ararat, provincia Ayrarat și Muntele Aragats.

## Origine și paralele
Erudiții cred că Ara și alți descendenți ai patriarhului armean legendar Hayk au fost inițial zeități care au fost reinterpretate ulterior ca eroi umani legendari. Ara a fost inițial un zeu care moare și învie, care reprezenta agricultura și moartea sezonieră și renașterea naturii în iarnă și primăvară. Stepan Ahyan și Georges Dumézil susțin că Hayk, Aram și Ara cel Frumos corespund triadei mitologiei indo-europene, reprezentând respectiv suveranitatea, războiul și fertilitatea. Rivala lui Ara, Shamiram, pe de altă parte, poate fi reflectarea celei mai timpurii zeițe mame armene, care a fost ulterior împărțită în cele trei zeițe ale panteonului armean: Anahit, Astghik și Nane. Potrivit lui Armen Petrosyan, moartea lui Ara din mâinile lui Shamiram marchează sfârșitul „erei mitice „sacred” a strămoșilor Armeniei” și începutul „istoriei” în mitologia armeană.

### Paralele și ecouri ulterioare
Ara este considerat a fi versiunea armeană a unei figuri masculine mitice comune din Orientul Apropiat, care este fiul frumos sau iubitul unei zeițe; alte expresii ale acestui mit includ Ishtar și Tammuz (Inanna și Dumuzid), Afrodita și Adonis și Cybele și Attis. A fost comparat și cu Hermafroditul și Cupidon-Eros. În viziunea lui James R. Russell, relatarea legendei de către Movses Khorenatsi în special este probabil o versiune a poveștii lui Cybele și a frumosului ei iubit și fiu Attis, care este ucis, dar învie odată cu venirea primăverii.
În epopeea istorică armeană ulterioară cunoscută sub numele de Războiul Persiei (cunoscută din Buzandaran Patmutʻiwnkʻ din secolul al V-lea), Mushegh Mamikonian corespunde lui Ara, deoarece este plasat pe un turn pentru a fi reînviat de arlezi mitici. După creștinarea Armeniei, venerația Sfântului Sargis Generalul a preluat aspecte ale cultului anterior al lui Ara. Micul Mher, unul dintre eroii epopeii naționale armene Daredevils of Sassoun, este considerat a fi legat de legenda lui Ara. Mher intră într-o stâncă sau o peșteră pentru a renaște într-o zi. Ari Armaneli, o versiune populară a lui Ara, este, de asemenea, închis într-o stâncă (sau transformat în piatră) și ulterior prinde viață. Istoricul din secolul al X-lea Tovma Artsruni scrie că un sat numit Lezk, lângă Van, era considerat locul învierii lui Ara. Asocierea dintre numele satului și rădăcina armeană lez, ca în lizel „a linge”, cu referire la lingerea rănilor lui Ara de către arlezi, este clară. Această tradiție era încă răspândită printre locuitorii acestui sat în secolul al XIX-lea.

### Mitul lui Er al lui Platon
Începând cu secolul al XIX-lea, erudiții au conectat povestea lui Ara cel Frumos cu Mitul lui Er, relatat în Republica lui Platon (10.614–10.621). Povestea începe cu un bărbat numit Er (în greacă veche Ἤρ, gen.: Ἠρός), fiul lui Armenios (în greacă veche Ἀρμένιος), din Pamfilia, care moare în luptă. Când corpurile celor care au murit în luptă sunt adunate, la zece zile după moartea sa, Er rămâne neputrezit. Două zile mai târziu, el reînvie pe rugul său funerar și le povestește altora despre călătoria sa în viața de apoi, inclusiv o relatare a reîncarnării și a sferelor cerești ale planului astral. Povestea include ideea că oamenii morali sunt răsplătiți, iar oamenii imorali sunt pedepsiți după moarte. Armen Petrosyan sugerează că versiunea lui Platon reflectă forma originală a poveștii în care Er (Ara) se ridică din mormânt. James R. Russell este de părere că Mitul lui Er se inspiră dintr-o versiune a poveștii lui Ara schimbată pentru a corespunde credințelor zoroastriene după venirea zoroastrismului în Armenia în perioada ahemenidă. Astfel, Shamiram și arlezii sunt excluși din poveste, în timp ce se pune accent pe călătoria în viața de apoi și înapoi, ca în povestea zoroastriană a lui Wiraz.

### Paralele istorice
În afară de latura sa mitologică, legenda lui Ara și Shamiram ar putea reflecta realitatea istorică a conflictelor dintre Asiria și Urartu. Legendara Shamiram/Semiramis se bazează pe regina asiriană istorică Sammu-ramat, care a trăit în secolul al IX-lea î.Hr. Erudiții au remarcat, de asemenea, similaritatea dintre numele tatălui lui Ara, Aram, și regele urartian Arame. David Marshall Lang sugerează că Arame poate fi identificat cu Ara. M. Chahin speculează că Ara ar putea fi identificabil cu Inushpua, care este menționat o singură dată ca fiu și co-conducător al regelui Menua din Urartu. Cu toate acestea, asocierile istorice ale legendei au fost considerate adăugiri ulterioare la un nucleu mitologic.

## Legendă
Conform legendei relatate de istoricul armean Movses Khorenatsi (și de Istoria Primară anonimă atribuită anterior lui Sebeos), Semiramis (în armeană Shamiram) se îndrăgostise de frumosul rege armean și i-a cerut să o ia de soție. Când Ara a refuzat, Semiramis, înfierbântată de pasiune, a adunat armatele Asiriei și a pornit împotriva Armeniei. În timpul bătăliei, Semiramis a fost victorioasă, dar Ara a fost ucis, în ciuda ordinelor ei de a-l captura viu. Pentru a evita războiul continuu cu armenii, Semiramis, renumită ca vrăjitoare, i-a luat trupul și s-a rugat zeilor (arlezi) să-l ridice pe Ara dintre morți. Când armenii au avansat pentru a-l răzbuna pe conducătorul lor, Semiramis a deghizat unul dintre iubiții ei ca Ara și a răspândit zvonul că zeii l-au readus pe Ara la viață, convingându-i pe armeni să nu continue războiul. Într-o tradiție persistentă, rugăciunile lui Semiramis au succes, iar Ara revine la viață.

## Genealogie
În Istoria Armeniei a lui Movses Khorenatsi, Ara cel Frumos este prezentat ca fiul lui Aram și un descendent al lui Hayk, strămoșul legendar al armenilor. Khorenatsi scrie că Ara cel Frumos a avut un fiu numit Cardos cu soția sa, Nuard (Nvard). El a fost redenumit mai târziu Ara de către Semiramis din cauza iubirii ei pentru răposatul Ara. Ara/Cardos, care avea doisprezece ani la momentul morții tatălui său, a fost numit conducător al Armeniei de către Semiramis și a murit mai târziu într-un război împotriva ei.
Descendența paternă conform lui Movses Khorenatsi:
- Hayk
- Aramaneak
- Aramayis
- Amasia
- Gegham
- Harmay
- Aram
- Ara cel Frumos

## Reprezentări culturale
Ara și Shamiram sunt reprezentați într-o pictură din 1899 de Vardges Surenianț. Autorul armean Nairi Zarian a scris o tragedie intitulată Ara Geghetsik, bazată pe povestea lui Ara și Shamiram.